# Marge de benefici
El marge de benefici, el marge net, el marge de benefici net o l'índex de benefici net és una mesura de la rendibilitat. Es calcula en trobar el guany net com un percentatge dels ingressos.
{\displaystyle {\text{marge de benefici net}}={{\text{benefici net}} \over {\text{ingressos}}}={{{\text{ingressos}}-{\text{cost}}} \over {\text{ingressos}}}}

## Visió general
El marge de benefici es calcula amb el preu de venda (o els ingressos) pres com a base per 100. És el percentatge del preu de venda que es converteix en guany, mentre que “percentatge de guany” o “marge de guany” és el percentatge del preu de cost que un obté com a guany a més del preu de cost. En vendre alguna cosa, un ha de saber quin percentatge de guanys obtindrà duna inversió en particular, de manera que les companyies calculen el percentatge de guanys per trobar la relació entre guanys i costos.
El marge de benefici sutilitza principalment per a la comparació interna. És difícil comparar amb precisió l'índex de guany net per a diferents entitats. Els acords operatius i financers de les empreses individuals varien tant que diferents entitats estan obligades a tenir diferents nivells de despesa, per la qual cosa la comparació d'una amb l'altra pot tenir poc significat. Un baix marge de guany indica un baix marge de seguretat: més risc que una disminució en les vendes esborri els guanys i resulti en una pèrdua neta, o un marge negatiu.
El marge de guany és un indicador de les estratègies de fixació de preus duna empresa i que tan bé controla els costos. Les diferències en l'estratègia competitiva i la combinació de productes fan que el marge de benefici variï entre les diferents companyies.
- Si un inversor obté ingressos de 10€ i li costa 1€ per guanyar-la, quan li treu el cost es queda amb un marge del 90%. Va obtenir un guany del 900% amb la seva inversió de 1€.
- Si un inversor obté ingressos de 10€ i li costa 5€ guanyar-los, quan elimina el cost, queda amb un marge del 50%. Va obtenir el 100% de guanys en la seva inversió de 5€.
- Si un inversor obté ingressos de 10€ i li costa 9€ guanyar-los, quan elimina el cost, queda amb un marge del 10%. Va obtenir 11/11% de guany en la seva inversió de 9€.

## Percentatge de guany
D'altra banda, el percentatge de guany es calcula amb el preu de cost pres com a base
{\displaystyle {\text{percentatge de guany}}={{\text{benefici net}} \over {\text{preu de cost}}}\cdot 100\%}
Suposem que alguna cosa es compra per 50 € i es ven per 100 €.
Preu de cost = 50€
Preu de venda (ingressos) = 100€
Guany = 100€ - 50€ = 50€
Percentatge de guany = 50€ / 50€ = 100%
Marge de guany = (100€ - 50€) / 100€ = 50%
Retorn de la inversió múltiple = 50€ / 50€ (benefici dividit per cost).
Si l'ingrés és el mateix que el cost, el percentatge de guany és de 0%. El resultat per sobre o per sota del 100% es pot calcular com a percentatge de retorn de la inversió. En aquest exemple, el retorn de la inversió és un múltiple de 0,5 de la inversió, cosa que resulta en un guany del 50%.